# Thelidium submethorium
Thelidium submethorium är en lavart som först beskrevs av Edvard Vainio och fick sitt nu gällande namn av Georg Hermann Zschacke. 
Thelidium submethorium ingår i släktet Thelidium och familjen Verrucariaceae. Inga underarter finns listade i Catalogue of Life.